# Lago Cahuilla
El prehistórico lago Cahuilla, también conocido como: “lago LeConte” o como: “mar de Blake” fue un extenso cuerpo de agua, que se extendía entre los valles de: Coachella, Imperial y Mexicali en el sureste de California y noreste de Baja California durante los siglos anteriores a la conquista española.  El lago Saltón, actualmente de aproximadamente 55 km de largo por 25 km de ancho y a una altitud de 69 m. bajo el nivel del mar, el cual fue creado accidentalmente en 1905, es un ejemplar análogo pero mucho menos extenso que su predecesor: el lago Cahuilla, el cual medía aproximadamente 180 km de largo y 50 km de ancho y cuya superficie se elevaba a 12 m sobre el nivel del mar, anegando con ello la superficie donde se encuentran actualmente las ciudades de Mexicali, El Centro e Indio.
El lago Cahuilla fue creado cuando el río Colorado cambió de curso y en vez de fluir directamente hacia el sur hacia el golfo de California, sus aguas se desviaron hacia el noroeste hacia la cuenca del Saltón cuyo punto más bajo se encontraba aproximadamente a 80 m bajo el nivel del mar. En condiciones climáticas similares a las que imperaron a principios del siglo XX, hubiese tomado alrededor de dos décadas de flujo ininterrumpido del río para llenar la cuenca hasta los 12 m sobre el nivel del mar . En aquel punto, pletórica la cuenca, el lago debió haberse desbordado hacia el sur, vertiendo la mitad de sus aguas a través del río Hardy, haciéndolas llegar de este modo al golfo, pero perdiendo la otra mitad por evaporación, cuando el Colorado cambió de nueva cuenta el curso de sus aguas hacia el sur, la cuenca aislada tardó más de cinco décadas en secarse por completo.
El antiguo lago, más grande que el actual, de la cuenca del Saltón, fue recordado por los habitantes nativos del periodo histórico correspondiente al pueblo Cahuilla y al pueblo Kumiai; a mediados del siglo XIX, exploradores criollos, incluyendo al geólogo William Phipps Blake, quien reconoció las huellas del lago, entre las cuales encontró: depósitos de toba calcárea a lo largo de la marca máxima de la línea costera, playas y depósitos de conchas de moluscos de agua dulce.
Malcolm Jennings Rogers, un arqueólogo pionero en la región, examinó cerámica abandonada a las orillas del lago extinto y concluyó que el lago estuvo presente entre los años 1000 a 1500 de nuestra era. Estudios subsecuentes establecieron que no fue una sino varias veces las que el vaso del lago estuvo lleno después del año 1,000 y antes del año 1,500 de nuestra era, incluyendo un episodio en el siglo XVII, cuando los exploradores españoles ya habían alcanzado la desembocadura del río Colorado aunque no habían entrado a la cuenca del Salton.
Los nativos recolectaban varios recursos asociados con el lago Cahuilla en él, de otro modo, estéril desierto del Colorado; predominantemente peces de agua dulce, especialmente, los del género gila, como la carpa elegante, y el Xyrauchen texanus; moluscos de agua dulce como la “Anodonta dejecta”; aves acuáticas, en especial, la focha americana; y, plantas acuáticas como las espadañas, los juncos o tules y el carrizo. Los investigadores están en desacuerdo sobre la importancia que tuvieron los recursos del lago Cahuilla en las estrategias de supervivencia de los pueblos nativos, y en consecuencia, en cómo los dramáticos ascensos y descensos del caudal del lago moldearon la prehistoria de esa región. Algunos han imaginado muchos asentamientos permanentes o semipermanentes en sus costas, sufriendo severos trastornos cuando los recursos de subsistencia hubieron desaparecido; mientras, algunos otros investigadores visualizan el lago sólo como un área marginal dentro de una región con patrones estables de subsistencia.
El moderno lago Cahuilla en La Quinta, fue construido como un estanque en 1969.